# Robert Weber (balonmanista)
Robert Weber (Bregenz, 25 de noviembre de 1985) es un jugador de balonmano austriaco que juega como extremo derecho en el TSV St. Otmar St. Gallen y en la selección de balonmano de Austria.
Destaca por su gran faceta goleadora, siendo el máximo goleador de la Bundesliga en la temporada 2014/15 y siendo el segundo máximo goleador en las temporadas 2010/11, 2013/14 y 2015/16, y entrando en el top-ten de goleadores en la temporada 2012/13. Fue el 9.º máximo goleador del Campeonato Mundial de Balonmano Masculino de 2015 con la selección de Austria.

## Palmarés

### Alpla HC
- Copa de Austria de balonmano (1): 2008

### Füchse Berlin
- Liga Europea de la EHF (1): 2023

### Olympiacos
- Copa de Grecia de balonmano (1): 2023

## Clubes
- Alpla HC (2004-2008)
- HBW Balingen-Weilstetten (2008-2009)
- SC Magdeburg (2009-2019)
- HSG Nordhorn-Lingen (2019-2022)
- Olympiacos (2022-2023)
- Füchse Berlin (2023)
- HSG Bärnbach/Köflach (2023-2025)
- TSV St. Otmar St. Gallen (2025- )[2]